# Migliori rimbalzisti stagionali della NBA

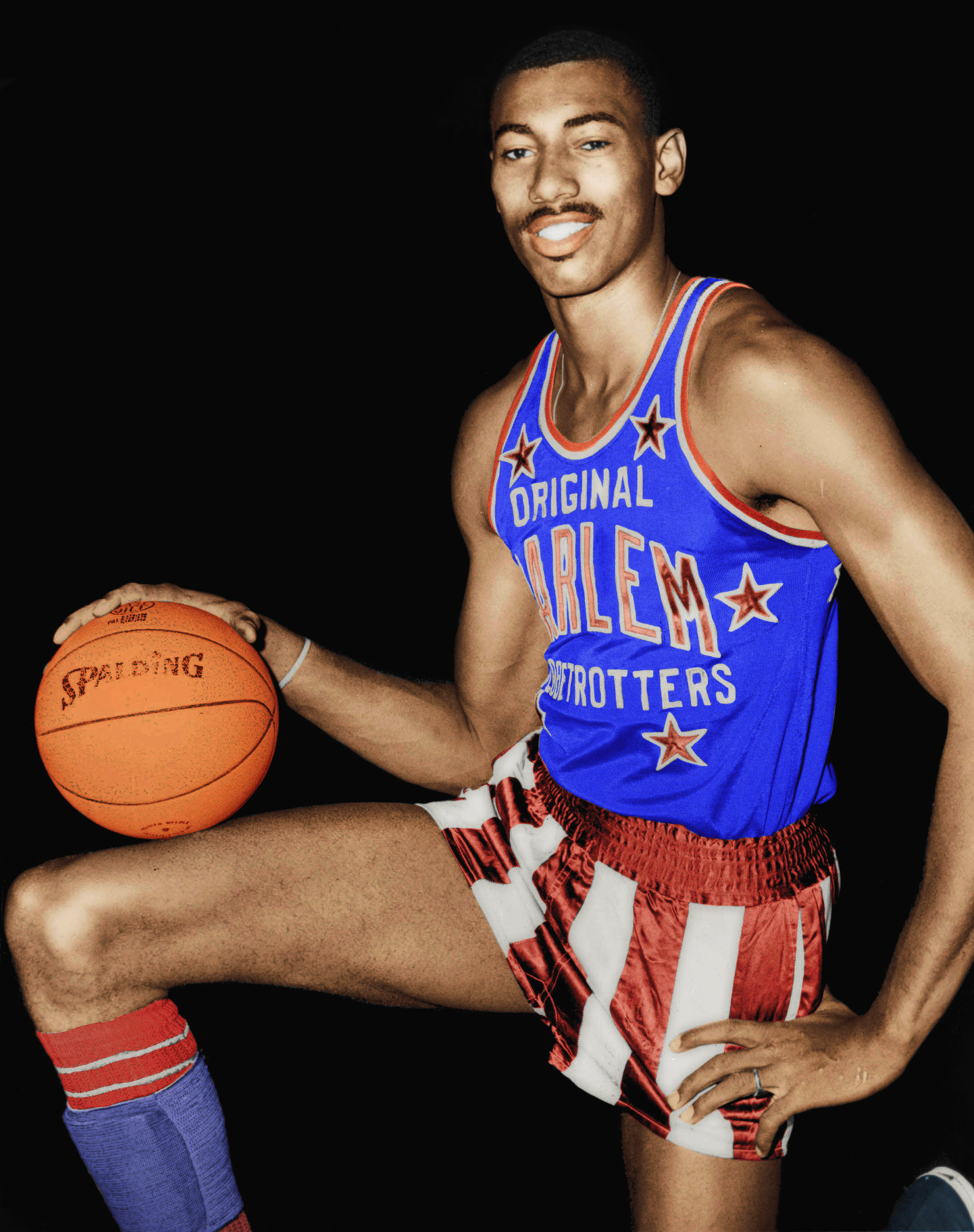
Wilt Chamberlain nella sua carriera ha vinto il numero record di 11 titoli di miglior rimbalzista della NBA.

Questa voce contiene la lista migliori rimbalzisti stagionali della NBA, la principale lega professionistica di pallacanestro nordamericana.
Il riconoscimento, assegnato al giocatore che al termine della stagione regolare fa registrare la più elevata media-rimbalzi a partita (abbreviata in inglese con l'acronimo "RPG": rebounds per game), è nato dalla stagione 1950–1951. La distinzione tra rimbalzi offensivi e difensivi fu introdotta invece a partire dal 1973–1974.
Per poter ottenere il titolo di miglior rimbalzista stagionale un atleta deve soddisfare almeno uno di questi criteri: giocare almeno 70 gare o conquistare 800 rimbalzi. Nel corso degli anni i requisiti sono cambiati più volte, anche in ragione del variare del numero di partite in calendario.

## Elenco vincitori
| * | Membro del Naismith Memorial Basketball Hall of Fame |

| Stagione  | Giocatore              | Pos. | Squadra                             | Partite giocate | Rimbalzi offensivi | Rimbalzi difensivi | Rimbalzi totali | RPP   | Note   |
| --------- | ---------------------- | ---- | ----------------------------------- | --------------- | ------------------ | ------------------ | --------------- | ----- | ------ |
| 1950-1951 | Dolph Schayes*         | A/C  | Syracuse Nationals                  | 66              | -                  | -                  | 1080            | 16,36 | [ 3 ]  |
| 1951-1952 | George Mikan*          | C    | Minneapolis Lakers                  | 64              | -                  | -                  | 886             | 13,53 | [ 5 ]  |
| 1952-1953 | George Mikan* (2)      | C    | Minneapolis Lakers                  | 70              | -                  | -                  | 1007            | 14,39 | [ 6 ]  |
| 1953-1954 | Harry Gallatin*        | A/C  | New York Knicks                     | 72              | -                  | -                  | 1098            | 15,25 | [ 7 ]  |
| 1954-1955 | Neil Johnston*         | C    | Philadelphia Warriors               | 72              | -                  | -                  | 1085            | 15,07 | [ 8 ]  |
| 1955-1956 | Maurice Stokes*        | A/C  | Rochester Royals                    | 67              | -                  | -                  | 1094            | 16,33 | [ 10 ] |
| 1956-1957 | Bill Russell*          | C    | Boston Celtics                      | 48              | -                  | -                  | 943             | 19,65 | [ 12 ] |
| 1957-1958 | Bill Russell* (2)      | C    | Boston Celtics                      | 69              | -                  | -                  | 1564            | 22,67 | [ 13 ] |
| 1958-1959 | Bill Russell* (3)      | C    | Boston Celtics                      | 70              | -                  | -                  | 1612            | 23,03 | [ 14 ] |
| 1959-1960 | Wilt Chamberlain*      | C    | Philadelphia Warriors               | 72              | -                  | -                  | 1941            | 26,96 | [ 16 ] |
| 1960-1961 | Wilt Chamberlain* (2)  | C    | Philadelphia Warriors               | 79              | -                  | -                  | 2149            | 27,20 | [ 18 ] |
| 1961-1962 | Wilt Chamberlain* (3)  | C    | Philadelphia Warriors               | 80              | -                  | -                  | 2052            | 25,65 | [ 19 ] |
| 1962-1963 | Wilt Chamberlain* (4)  | C    | San Francisco Warriors              | 80              | -                  | -                  | 1946            | 24,32 | [ 20 ] |
| 1963-1964 | Bill Russell* (4)      | C    | Boston Celtics                      | 78              | -                  | -                  | 1930            | 24,74 | [ 21 ] |
| 1964-1965 | Bill Russell* (5)      | C    | Boston Celtics                      | 78              | -                  | -                  | 1878            | 24,08 | [ 22 ] |
| 1965-1966 | Wilt Chamberlain* (5)  | C    | Philadelphia 76ers                  | 79              | -                  | -                  | 1943            | 24,59 | [ 23 ] |
| 1966-1967 | Wilt Chamberlain* (6)  | C    | Philadelphia 76ers                  | 81              | -                  | -                  | 1957            | 24,16 | [ 24 ] |
| 1967-1968 | Wilt Chamberlain* (7)  | C    | Philadelphia 76ers                  | 82              | -                  | -                  | 1952            | 23,80 | [ 25 ] |
| 1968-1969 | Wilt Chamberlain* (8)  | C    | Los Angeles Lakers                  | 81              | -                  | -                  | 1712            | 21,14 | [ 26 ] |
| 1969-1970 | Elvin Hayes*           | A/C  | San Diego Rockets                   | 82              | -                  | -                  | 1386            | 16,90 | [ 27 ] |
| 1970-1971 | Wilt Chamberlain* (9)  | C    | Los Angeles Lakers                  | 82              | -                  | -                  | 1493            | 18,21 | [ 28 ] |
| 1971-1972 | Wilt Chamberlain* (10) | C    | Los Angeles Lakers                  | 82              | -                  | -                  | 1572            | 19,17 | [ 29 ] |
| 1972-1973 | Wilt Chamberlain* (11) | C    | Los Angeles Lakers                  | 82              | -                  | -                  | 1526            | 18,61 | [ 30 ] |
| 1973-1974 | Elvin Hayes* (2)       | A/C  | Capital Bullets                     | 81              | 354                | 1109               | 1463            | 18,06 | [ 31 ] |
| 1974-1975 | Wes Unseld*            | C/A  | Washington Bullets                  | 73              | 318                | 759                | 1077            | 14,75 | [ 33 ] |
| 1975-1976 | Kareem Abdul-Jabbar*   | C    | Los Angeles Lakers                  | 82              | 272                | 1111               | 1383            | 16,87 | [ 34 ] |
| 1976-1977 | Bill Walton*           | C/A  | Portland Trail Blazers              | 65              | 211                | 723                | 934             | 14,37 | [ 36 ] |
| 1977-1978 | Truck Robinson         | C/A  | New Orleans Jazz                    | 82              | 298                | 990                | 1288            | 15,71 | [ 37 ] |
| 1978-1979 | Moses Malone*          | C/A  | Houston Rockets                     | 82              | 587                | 857                | 1444            | 17,61 | [ 38 ] |
| 1979-1980 | Swen Nater             | C    | San Diego Clippers                  | 81              | 352                | 864                | 1216            | 15,01 | [ 39 ] |
| 1980-1981 | Moses Malone* (2)      | C/A  | Houston Rockets                     | 80              | 474                | 706                | 1180            | 14,75 | [ 40 ] |
| 1981-1982 | Moses Malone* (3)      | C/A  | Houston Rockets                     | 81              | 558                | 630                | 1188            | 14,67 | [ 41 ] |
| 1982-1983 | Moses Malone* (4)      | C/A  | Philadelphia 76ers                  | 78              | 445                | 749                | 1194            | 15,31 | [ 42 ] |
| 1983-1984 | Moses Malone* (5)      | C/A  | Philadelphia 76ers                  | 71              | 352                | 598                | 950             | 13,38 | [ 44 ] |
| 1984-1985 | Moses Malone* (6)      | C/A  | Philadelphia 76ers                  | 79              | 385                | 646                | 1031            | 13,05 | [ 45 ] |
| 1985-1986 | Bill Laimbeer          | C    | Detroit Pistons                     | 82              | 305                | 770                | 1075            | 13,11 | [ 46 ] |
| 1986-1987 | Charles Barkley*       | A    | Philadelphia 76ers                  | 68              | 390                | 604                | 994             | 14,62 | [ 48 ] |
| 1987-1988 | Michael Cage           | A/C  | Los Angeles Clippers                | 72              | 371                | 567                | 938             | 13,03 | [ 50 ] |
| 1988-1989 | Hakeem Olajuwon*       | C    | Houston Rockets                     | 82              | 338                | 767                | 1105            | 13,48 | [ 51 ] |
| 1989-1990 | Hakeem Olajuwon* (2)   | C    | Houston Rockets                     | 82              | 299                | 850                | 1149            | 14,01 | [ 52 ] |
| 1990-1991 | David Robinson*        | C    | San Antonio Spurs                   | 82              | 335                | 728                | 1063            | 12,96 | [ 53 ] |
| 1991-1992 | Dennis Rodman          | A    | Detroit Pistons                     | 82              | 523                | 1007               | 1530            | 18,66 | [ 54 ] |
| 1992-1993 | Dennis Rodman (2)      | A    | Detroit Pistons                     | 62              | 367                | 765                | 1132            | 18,26 | [ 55 ] |
| 1993-1994 | Dennis Rodman (3)      | A    | San Antonio Spurs                   | 79              | 453                | 914                | 1367            | 17,30 | [ 56 ] |
| 1994-1995 | Dennis Rodman (4)      | A    | San Antonio Spurs                   | 49              | 274                | 549                | 823             | 16,80 | [ 58 ] |
| 1995-1996 | Dennis Rodman (5)      | A    | Chicago Bulls                       | 64              | 356                | 596                | 952             | 14,88 | [ 60 ] |
| 1996-1997 | Dennis Rodman (6)      | A    | Chicago Bulls                       | 55              | 320                | 563                | 883             | 16,05 | [ 62 ] |
| 1997-1998 | Dennis Rodman (7)      | A    | Chicago Bulls                       | 80              | 421                | 780                | 1201            | 15,01 | [ 63 ] |
| 1998-1999 | Chris Webber*          | A/C  | Sacramento Kings                    | 42              | 149                | 396                | 545             | 12,98 | [ 66 ] |
| 1999-2000 | Dikembe Mutombo        | C    | Atlanta Hawks                       | 82              | 304                | 853                | 1157            | 14,11 | [ 67 ] |
| 2000-2001 | Dikembe Mutombo (2)    | C    | Atlanta Hawks Philadelphia 76ers    | 75              | 307                | 708                | 1015            | 13,53 | [ 69 ] |
| 2001-2002 | Ben Wallace            | A/C  | Detroit Pistons                     | 80              | 318                | 721                | 1039            | 12,99 | [ 71 ] |
| 2002-2003 | Ben Wallace (2)        | A/C  | Detroit Pistons                     | 73              | 293                | 833                | 1126            | 15,42 | [ 72 ] |
| 2003-2004 | Kevin Garnett          | A    | Minnesota Timberwolves              | 82              | 245                | 894                | 1139            | 13,89 | [ 73 ] |
| 2004-2005 | Kevin Garnett (2)      | A    | Minnesota Timberwolves              | 82              | 247                | 861                | 1108            | 13,51 | [ 74 ] |
| 2005-2006 | Kevin Garnett (3)      | A    | Minnesota Timberwolves              | 76              | 214                | 752                | 966             | 12,71 | [ 76 ] |
| 2006-2007 | Kevin Garnett (4)      | A    | Minnesota Timberwolves              | 76              | 183                | 792                | 975             | 12,83 | [ 78 ] |
| 2007-2008 | Dwight Howard          | C    | Orlando Magic                       | 82              | 279                | 882                | 1161            | 14,16 | [ 79 ] |
| 2008-2009 | Dwight Howard (2)      | C    | Orlando Magic                       | 79              | 336                | 757                | 1093            | 13,84 |        |
| 2009-2010 | Dwight Howard (3)      | C    | Orlando Magic                       | 82              | 284                | 798                | 1082            | 13,20 |        |
| 2010-2011 | Kevin Love             | A/C  | Minnesota Timberwolves              | 73              | 330                | 782                | 1112            | 15,23 | [ 80 ] |
| 2011-2012 | Dwight Howard (4)      | C    | Orlando Magic                       | 54              | 200                | 585                | 785             | 14,50 |        |
| 2012-2013 | Dwight Howard (5)      | C    | Los Angeles Lakers                  | 76              | 251                | 694                | 945             | 12,43 |        |
| 2013-2014 | DeAndre Jordan         | C    | Los Angeles Clippers                | 82              | 331                | 783                | 1114            | 13,59 | [ 82 ] |
| 2014-2015 | DeAndre Jordan (2)     | C    | Los Angeles Clippers                | 82              | 397                | 829                | 1226            | 14,95 | [ 82 ] |
| 2015-2016 | Andre Drummond         | C    | Detroit Pistons                     | 81              | 395                | 803                | 1198            | 14,79 | [ 83 ] |
| 2016-2017 | Hassan Whiteside       | C    | Miami Heat                          | 77              | 293                | 795                | 1088            | 14,01 | [ 84 ] |
| 2017-2018 | Andre Drummond (2)     | C    | Detroit Pistons                     | 78              | 399                | 848                | 1427            | 15,99 |        |
| 2018-2019 | Andre Drummond (3)     | C    | Detroit Pistons                     | 79              | 423                | 809                | 1232            | 15,59 |        |
| 2019-2020 | Andre Drummond (4)     | C    | Detroit Pistons/Cleveland Cavaliers | 57              | 250                | 614                | 864             | 15,16 |        |
| 2020-2021 | Clint Capela           | C    | Atlanta Hawks                       | 63              | 297                | 606                | 903             | 14,33 | [ 85 ] |
| 2021-2022 | Rudy Gobert            | C    | Utah Jazz                           | 66              | 241                | 727                | 968             | 14,67 | [ 86 ] |
| 2022-2023 | Domantas Sabonis       | C    | Sacramento Kings                    | 79              | 251                | 722                | 973             | 12,32 | [ 87 ] |
| 2023-2024 | Domantas Sabonis (2)   | C    | Sacramento Kings                    | 82              | 294                | 826                | 1120            | 13,66 |        |
| 2024-2025 | Domantas Sabonis (3)   | C    | Sacramento Kings                    | 70              | 267                | 705                | 972             | 13,89 |        |

## Statistiche

### Record
Wilt Chamberlain detiene il record assoluto, stabilito nella stagione 1960–61, per il maggior numero di rimbalzi (2149) e media (27,2). Detiene anche il record di maggior totale e maggior media per partita per un rookie (rispettivamente 1941 e 27,0), fatti registrare al termine della stagione 1959–1960. Tra i giocatori in attività il totale più alto è quello di DeAndre Jordan (1226, nella stagione 2014-2015), mentre la miglior media rimbalzi è quella di Ben Wallace (15,42 nel 2002-2003).
Il record di titoli consecutivi è di Dennis Rodman, che ne conquistò 7 tra il 1992 e il 1998.

### Accoppiate

#### MVP, top scorer e miglior rimbalzista
Nella stagione 1965-1966 Wilt Chamberlain fu il miglior marcatore della lega, il miglior rimbalzista e fu anche nominato MVP stagionale.

#### MVP stagionale e miglior rimbalzista
Ad oggi cinque giocatori hanno vinto nello stesso anno il titolo di MVP stagionale oltre alla classifica rimbalzi:
- Bill Russell: 1957-1958 e 1964-1965
- Wilt Chamberlain: 1959-1960, 1965-1966, 1966-1967 e 1967-1968
- Kareem Abdul-Jabbar: 1975-1976
- Moses Malone: 1978-1979, 1981-1982 e 1982-1983
- Kevin Garnett: 2003-2004

#### Top scorer e miglior rimbalzista
Ad oggi due soli giocatori (Chamberlain vi è riuscito però più volte, 5, di cui 4 consecutive) sono riusciti a concludere una stagione NBA con la miglior media-punti e contemporaneamente la miglior media rimbalzi:
- Neil Johnston (1954–55)
- Wilt Chamberlain (1959–60, 1960–61, 1961–62, 1962–63, 1965–66)

#### Miglior rimbalzista - Anello NBA
Cinque giocatori sono stati campioni NBA nello stesso anno in cui la stagione regolare li ha visti conquistare il premio di miglior rimbalzista:
- George Mikan, nel biennio 1952-1953 (coi Minneapolis Lakers)
- Bill Russell nel 1957, 1959, 1964 e 1965 (coi Boston Celtics)
- Wilt Chamberlain nel 1967 (coi Philadelphia 76ers) e nel 1972 (coi Lakers)
- Moses Malone nel 1983 coi 76ers
- Dennis Rodman nel triennio 1996/1998 (coi Chicago Bulls)

Nel 1972 Chamberlain fu nominato anche miglior giocatore delle Finals, analogamente a quanto accaduto a Moses Malone nel 1983; il premio di MVP della serie finali fu introdotto nel 1969 (prima delle vittorie di Mikan, Chamberlain e Russell).

#### Leader della lega in rimbalzi e stoppate
A partire dalla stagione 1973-1974, da quando cioè la Lega conteggia le stoppate, cinque soli giocatori (Howard vi è riuscito però 2 volte) sono riusciti a concludere una stagione NBA con la miglior media-stoppate e contemporaneamente la miglior media rimbalzi:
- Kareem Abdul-Jabbar: 1975-1976 (anche MVP)
- Bill Walton: 1976-1977 (campione NBA)
- Hakeem Olajuwon: 1989-1990
- Ben Wallace: 2001-2002
- Dwight Howard: 2008-2009 e 2009-2010

### Plurivincitori
| Titoli vinti | Nome             |
| ------------ | ---------------- |
| 11           | Wilt Chamberlain |
| 7            | Dennis Rodman    |
| 6            | Moses Malone     |
| 5            | Bill Russell     |
| 5            | Dwight Howard    |
| 4            | Kevin Garnett    |
| 4            | Andre Drummond   |
| 3            | Domantas Sabonis |
| 2            | Elvin Hayes      |
| 2            | George Mikan     |
| 2            | Ben Wallace      |
| 2            | Dikembe Mutombo  |
| 2            | Hakeem Olajuwon  |
| 2            | DeAndre Jordan   |